# 国際レーザー測距事業
国際レーザー測距事業（こくさいレーザーそっきょじぎょう、英: International Laser Ranging Service; ILRS）は、国際測地学協会 (IAG) の宇宙測地事業の一つで、測地学および地球物理学の研究活動に活用する地球規模の人工衛星レーザー測距および月レーザー測距データ並びにそれらに関連する成果、および、正確な国際地球基準座標系 (ITRF) の維持にとって重要な国際地球回転・基準系事業 (IERS) の成果を提供する。
衛星レーザー測距 (SLR) および月レーザー測距 (LLR) の国際観測や技術開発の推進を目的として、1998年に国際測地学協会（IAG）の下に設立された国際協働事業を行う国際機関である。中央局を米国・グリーンベルトのゴダード宇宙飛行センターに置く。

## 機能
国際レーザー測距事業 (ILRS) は、参加機関の国際協力に基づき、科学、工学および運用上の幅広い用途や実験の目的を達成するのに十分な正確さを備えた衛星レーザー測距 (SLR) および月レーザー測距 (LLR) の観測データセットを収集、統合、保管、および配布する。これらのデータセットは、国際レーザー測距事業 (ILRS) によって地球姿勢パラメータ（極運動および一日の長さ）、ILRS追跡システムの地上局の座標および速度、時間変化する地心座標、地球重力場の静的係数および時間変化係数、センチメートルの正確さの衛星暦、基本的な物理定数、月の暦および秤動、月姿勢パタメータのような多数の科学データ成果や運用データ成果を生成するために利用されている。
また、必要な世界標準／仕様を開発し、およびその規約への国際的な準拠を推奨している。
これらのSLR/LLRデータ成果は、国際地球基準座標系 (ITRF) の世界的にアクセス可能な現示とその改善、固体地球の三次元変形の監視、地球回転および極運動の監視、液体地球の形状および体積の変動（海洋循環、平均海面、氷床の厚さ、波の高さなど）の監視を助け、潮汐によって生じる大気質量分布の変動、マイクロ波追跡技術の校正、ピコ秒の全地球の時刻比較実験、位置天文観測（動的春分点、黄道の傾き、歳差定数の決定を含む）、重力および一般相対性理論の研究（アインシュタインの等価原理、ロバートソン・ウォーカーbパラメータ、重力定数の時間変動率を含む）、月物理学（自転エネルギーの散逸、核マントル境界の形状（LOVE数k2）、並びに、自由秤動および励起機構を含む）、太陽系の国際天文基準座標系 (ICRF) へ結びつけなどのようなさまざまな科学および運用で活用するのに十分な正確さを備える。
また、2001年1月1日に国際地球回転事業 (IERS) がその組織を再編した際に、国際レーザー測距事業 (ILRS) は国際地球回転事業 (IERS) の技術センターの一つに位置付けられた。